# ルーク・ヨウスケ・クロフォード
ルーク・ヨウスケ・クロフォード（Luke Yosuke Crawford、1986年10月29日 - ）は、日本の俳優、ダンサー、プロデューサー。旧芸名Luke.c、ヨウスケ・クロフォード。アトリエ・ダンカンに所属していた。東京都出身。アメリカ・サンディエゴ育ち。

## 来歴
- アメリカ人の父と日本人の母を持ち幼少期はアメリカ・サンディエゴで暮らす。
- 学生の頃よりダンスに目覚め、シアターダンス・ジャズダンス・パートナリング・バレエ等数多くのダンスを習得。
- 2007年夏にはミュージカル・テニスの王子様にて木手永四郎役として出演[3]。
- 2010年2月19日、「Luke.c」から「ヨウスケ・クロフォード」に改名した。
- 2010年5月23日、デビューから所属していた事務所であるKT plus entertainmentを契約期間満了により退所[4]。
- 2014年2月1日に芸能界引退。
- 2020年「ヨウスケ・クロフォード」から「ルーク・ヨウスケ・クロフォード」に改名した。
- 2020年相棒 season19(6話)店長役にて芸能界復帰
- 2021年「黒田ルーク」の名でプロデューサー業を開始。

## 人物
- 趣味：スポーツ全般（サーフィン(中1から)/スノーボード/バスケット/サッカー）・自転車・人間観察・探究熱心・ダーツ
- 特技：霊感が強い・英会話・ダンス。霊感が強い理由として、母方の祖母（日本人）にも霊感があること、父方の祖父（アメリカ人）が宣教師であること、さらに父方の曽祖母はスピリチュアルな考えを持っているインディアン系であるといった、家族の影響による部分が大きいとブログ上で語っている。
- 好きなもの：ディズニー
- 好きな食べ物：全部
- よく聴く音楽：ミュージカル・ディズニー・クラブ系
- 好きな映画：ライオン・キング
- あだ名：ルーク・ルー君・ルーちゃん
- 家族構成：父（アメリカ人）・母（日本人）・兄・妹
- 刺繍ブランド「ACCORD DANCE」主宰。
- JBDF　エクセレントダンサーズ　ジュニア　ラテンの部　4位
- JDC　日本インターナショナル協議会　ジュニア　ラテンの部　二次予選通過

## 出演

### 映画
- 「オトシモノ」（2006年、松竹） - ダンサー 役

### 映像
- 藤井隆「オーマイジュリエット」PV - ダンサー 役
- 相棒 season19(6話) - 店長役
- Seen - レイ 役

### 舞台
- ミュージカル『テニスの王子様』 - 木手永四郎 役[3]
  - Absolute king 立海 feat.六角 Second Service（2007年）
  - Progressive Match 比嘉 feat.立海（2007年 - 2008年）
  - Dream Live 5th（2008年）
  - The Imperial Presence 氷帝feat.比嘉（2008年）
  - Dream Live 6th（2009年）

- 『DECODE』（2007年）

- 『彩遊記』（2007年）[5]

- 『NEN,GOO!〜お江戸のスターが勢ぞろい』（2008年）[6]

- 笹本玲奈 10th Anniversary Show 『Jewel』（2008年）[7]

- 『in fantasioso』（2009年）[8]

- 『アロマ』（2009年）[9]

- 『Mr. PINSTRIPE』（2009年）[10]

- 『DANCE SYMPHONY』2010 - LOVE-（2010年）

- 『黒執事』-The Most Beautiful DEATH in The World- 千の魂と堕ちた死神（2010年） - ロナルド・ノックス 役[11]

- 『ROCK'N JAM MUSICAL III』（2010年）[12]

- 『GOLD』（2010年）[13]

- 『ヒロイン』〜女たちよ タフであれ!〜（2011年）[14]

- 『カンタレラ』（2011年） - サヴォナローラ 役[15]

- 『八犬伝-疾風異聞録』（2011年） - 犬山道節忠與 役

- 『キャバレー』（2012年）[16]

- 『Daydream イーシャン天国』（2012年)[17]

- 『RENT』（2012年） - エンジェル・デュモット・シュナール 役（Wキャスト）[18][19]

- 『GLORY DAYS』(2021年） - スキップ役[20]

- 『ラ・マンチャの男』（2022年）
- ミュージカル『新テニスの王子様』 - ラルフ・ラインハート役
  - The Third Stage（2023年）[21]
  - The Fourth Stage（2024年）[22]

### ライブ
- DarkCherryPrism（2007年）
- Fiesta to Future（2009年）

### ラジオ
- マベフジ（2008年10月 - 12月、FM-FUJI）

## 作品

### CD
- ミュージカル「テニスの王子様」 ベストアクターズシリーズ012（2008年7月30日） - 木手永四郎 役
- Aquavitae（2008年5月4日）

### DVD
- MEN'S DVD SERIES 7　『For』（2008年8月29日）
- ミテルだけ for Lady（2009年11月25日）

### 写真集
- MEN'S PHOTO BOOK 7　『C』（2008年9月17日）